# August von Bulmerincq

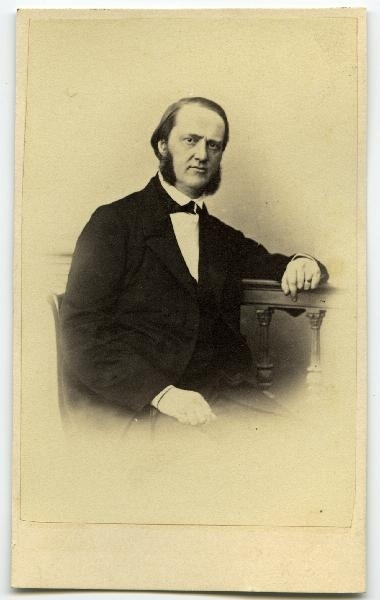
August von Bulmerincq

August von Bulmerincq (* 31. Julijul. / 12. August 1822greg. in Riga; † 18. August 1890 in Stuttgart), gelegentlich auch August Michael Bulmerincq genannt, war ein deutsch-baltischer Jurist, der in der zweiten Hälfte des 19. Jahrhunderts zu den bedeutendsten Experten im Bereich des Völkerrechts zählte. Er wirkte von 1856 bis 1875 als Professor an der Universität Dorpat sowie von 1882 bis zu seinem Tod an der Universität Heidelberg.

## Leben

### Herkunft und Familie
August von Bulmerincq war Sohn des in Riga ansässigen Händlers Eberhard von Bulmerincq und dessen Ehefrau Johanna, geb. Kriegsmann. 
August von Bulmerincq war ab 1852 verheiratet mit Mathilde Hernmarck, der Tochter des damaligen Oberbürgermeisters der Stadt Riga. Die Ehe blieb kinderlos. Bulmerincqs Familie war schottischen Ursprungs, hatte sich jedoch später in Lübeck niedergelassen. Von dort waren ihre Vorfahren im 17. Jahrhundert nach Riga übergesiedelt, wo sie zu den angesehensten und wohlhabendsten Händlerfamilien zählten. Im Jahr 1804 war die Familie in den Reichsadelstand erhoben worden. Die Geschichte sowie die politische und gesellschaftliche Situation der baltischen Provinzen Russlands waren aufgrund seiner persönlichen Bindungen ein wesentliches Thema des Wirkens von August von Bulmerincq.

### Werdegang
Er studierte von 1841 bis 1845 an der Kaiserlichen Universität Dorpat, wo er Mitglied der Fraternitas Rigensis war, sowie für kurze Zeit an der Universität Heidelberg. Anschließend praktizierte er einige Jahre an Gerichten in Riga. Im Jahr 1849 legte er an der Universität Dorpat seine Abschlussarbeit zum Magister der Rechte vor, 1853 erlangte er hier die Venia legendi (Lehrberechtigung) mit einer Arbeit zur Geschichte des Asylrechts. Ein Jahr später wurde er etatmäßiger Privatdozent für die Bereiche Handels- und Seerecht. Im Jahr 1856 promovierte er und wurde außerordentlicher Professor sowie zwei Jahre später ordentlicher Professor für Staats- und Völkerrecht an der Universität Dorpat. Von 1867 bis 1870 war er darüber hinaus Prorektor der Universität.
1875 verließ August von Bulmerincq den Staatsdienst in Russland mit Pensionsanspruch und im Rang eines Wirklichen Staatsrates. Er ging nach Deutschland und lebte von 1876 bis 1881 in Wiesbaden. Obwohl er an der Gründungsversammlung des Institut de Droit international (Institut für Völkerrecht) in Gent im September 1873 nicht teilgenommen hatte, da ihn die Einladung nicht rechtzeitig erreicht hatte, galt er als Mitglied des Instituts seit dessen Entstehung. In den folgenden Jahren zählte er zu den einflussreichsten Persönlichkeiten des Instituts und war unter anderem von 1877 bis 1887 Berichterstatter der Kommission für das Seekriegsrecht. Von 1882 bis zu seinem Tod wirkte er in Nachfolge von Johann Caspar Bluntschli als Professor für Staatsrecht und Politik in Heidelberg und wurde im Zusammenhang mit seiner Berufung auch zum badischen Geheimen Rat ernannt. Im Jahr 1887 war er Vorsitzender der in Heidelberg stattfindenden zehnten Versammlung des Institut de Droit international, dem er in den Jahren 1887 und 1888 als Präsident vorstand. Er starb 1890 in Stuttgart.

## Rechtsphilosophische und politische Ansichten

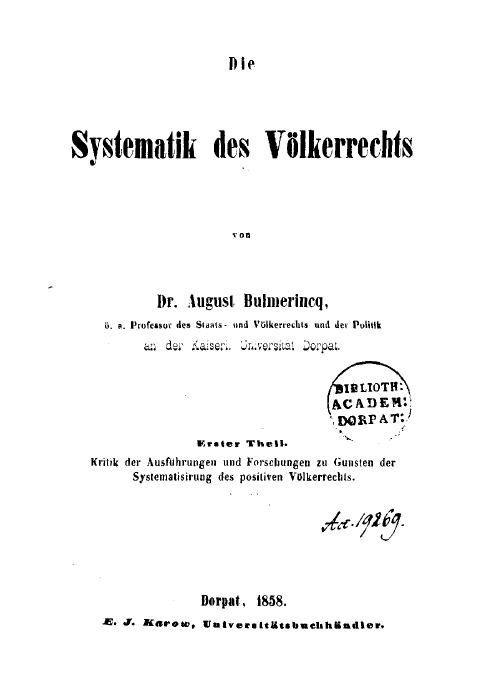
Titelseite des Werkes Die Systematik des Völkerrechts, 1858

Die Grundlagen des Völkerrechts sah August von Bulmerincq, der mit seiner 1856 erschienenen Promotion sowie den 1858 beziehungsweise 1874 veröffentlichten Werken „Die Systematik des Völkerrechts“ und „Praxis, Theorie und Kodifikation des Völkerrechts“ grundlegende Arbeiten zum System und den Prinzipien des Völkerrechts verfasste, vor allem historisch begründet. Seine rechtsphilosophischen Ansichten waren überwiegend positivistisch orientiert und basierten auf der Forderung nach Objektivität in der juristischen Praxis sowie einer Trennung des Rechts von der Politik. Allerdings waren beispielsweise die Ausführungen in seinem später erschienenen Buch „Praxis, Theorie und Kodifikation des Völkerrechts“ sowie in einigen anderen Veröffentlichungen zum Teil auch von seiner Unterstützung der deutschen Einigungbestrebungen, einer Ablehnung der französischen Politik unter Napoléon III. sowie einer entsprechenden Parteinahme bei der Bewertung des Deutsch-Französischen Krieges von 1870/1871 geprägt.
Auch in der vor allem aus seinem eigenen evangelisch-lutherischen Glauben resultierenden Haltung zum Katholizismus war er hinsichtlich der von ihm vertretenen Forderung nach Objektivität und Trennung von Recht und Politik nicht konsequent. Dies kam beispielsweise in seiner entsprechenden Positionierung in der als Kulturkampf bezeichneten Auseinandersetzung zwischen Reichskanzler Otto von Bismarck und der katholischen Kirche unter Papst Pius IX. in den Jahren zwischen 1871 und 1878 zum Ausdruck. Ähnliches gilt für seine Ablehnung der sich ab dem Beginn der 1870er Jahre organisierenden deutschen Sozialdemokratie.

## Werke (Auswahl)
- Von der Wahl und dem Verfahren des freiwilligen Schiedsgerichts. Eine theoretisch-praktische Erörterung. Dorpat 1849 (Abschlussarbeit zur Erlangung des Magisters der Rechte)
- Das Asylrecht in seiner geschichtlichen Entwickelung beurtheilt vom Standpunkte des Rechts und dessen völkerrechtliche Bedeutung für die Auslieferung flüchtiger Verbrecher. Dorpat 1853 (Arbeit zur Erlangung der Venia legendi)
- De natura principiorum juris inter gentes positivi. Dorpat 1856 (Dissertationsschrift)
- Die Systematik des Völkerrechts. Dorpat 1858
- Praxis, Theorie und Kodifikation des Völkerrechts. Leipzig 1874